# 知っとこ!
『知っとこ!』（しっとこ）は、2003年（平成15年）3月29日から2015年（平成27年）3月28日まで、毎日放送（MBSテレビ）の制作により、TBS系列で毎週土曜日に生放送されていた朝の情報番組である。デジタルハイビジョン放送。

## 概要
大阪市北区茶屋町の毎日放送本社B館のBスタジオから生放送（年末年始は録画の場合もある）。1週間のニュースを解かりやすく紹介するコーナーのほか、番組開始当初から続いている「世界の朝ごはん」のコーナーなどがある。
メインキャスターにオセロを起用し、「意外と知らないことを視聴者だけに教える」というコンセプトのもとで新しい情報番組をスタートさせた。このコンセプトが番組名の由来となっている。ただし、後述の通り中島はこの後トラブルにより降板し、松嶋が単独で担当するようになった。
この関係で、開始当初から松竹芸能が制作協力として参加。よゐこやますだおかだ等の所属タレントが多く出演したが、中島の降板に合わせて撤退した。
2012年3月までの番組キャラクター「知ったこ」のデザインと、オープニングのクレイアニメは、クレイアニメーターの伊藤有壱が制作した（2009年6月6日の「今週これ知っとこ!」で制作の裏側が紹介された）。

### 放送枠拡大
直前の中部日本放送（現：CBCテレビ）制作番組枠（2006年4月1日まで『ウルトラマンマックス』を放映）と毎日放送制作日曜7時枠（2006年4月2日まで『交響詩篇エウレカセブン』を放映）との放送枠交換に伴い、2006年4月15日から放送開始が30分前倒しされて7:30 - 9:25の2時間番組となった。土曜朝の関西地区発の全国ネットのワイドショーにおいて、初の2時間枠（他局は、現在も1時間30分枠）となった。ただし、毎年4月には、ゴルフマスターズ・トーナメントが生中継されるため、この時に限り8:00スタートに戻っていた。
これにより、TBSなどでは『サタデーずばッと』と『王様のブランチ』を含めて（ミニ番組等を途中ではさみ）6-14時台まで約8時間連続で情報生番組が続いた。制作局のMBSでも『サタずば』と『せやねん!』を含めて7時間連続で情報生番組となった。

### 再び85分番組へ
2011年10月改編により、同年10月1日より7時台後半枠（7:30 - 8:00）には、阿川佐和子が司会を務めるトーク番組『サワコの朝』（MBS・TBS共同制作）が開始されたことに伴い、本番組は再び8:00開始の85分間番組（1時間30分枠）へと戻った。これにより同日以降、『めざましどようび』（フジテレビ系列）が8:00を跨ぐ地上波且つ全国ネットの唯一の土曜朝の番組となった。

### 2012年4月、出演者大幅一新・リニューアルへ
放送10年目に入る2012年4月改編を持って、中島・ざこば・中尾の3人が降板。松嶋が産休からメインキャスターに復帰し、柳原可奈子・富岡佳子がメインキャスター陣に加わる。また、放送開始から9年間レギュラーを務めた高井美紀（毎日放送アナウンサー）も降板となり、毎日放送へ2011年に入社した福島暢啓がレギュラー出演することになった。福島が全国ネットの番組に出演するのは、入社後初めてである。また、タイトルロゴ・オープニングタイトル・テロップ・スタジオセットが一新。タイトル音楽にはアニメ『日常』のオープニングテーマ曲「ヒャダインのカカカタ☆カタオモイ-C」のサビ部分（インストゥメンタル）が使われている。また、スタジオセットはパリのオープンカフェをイメージしたものになった。

### 2015年3月、番組終了
2015年3月28日、当番組は約12年の歴史に幕を下ろす事となった。最終回は「究極の朝ごはんスペシャル」と題し、かつてのレギュラーであった中尾とざこば、準レギュラー的存在だったよゐこ（有野と濱口が別々に出演）、ますだおかだ（コンビで出演）、TKO（木本は中尾と、木下はざこばと同行）が日本各地から取り寄せた食材を使った料理が振舞われ、番組最後に中尾のVTRメッセージが流れた際に出演者は号泣した。最後に松嶋は「12年間、わがままもいっぱいあったんやけど、守っていただいてありがとうございました。」と視聴者に感謝の言葉を述べて番組を締めた。
後継番組は、丸山隆平（関ジャニ∞）・小堺一機・小島瑠璃子をメインキャスターに迎え「お金」と「健康」をテーマにした生活情報番組『サタデープラス』。当番組終了時点でのレギュラー出演者からは、後期の情報キャスターであった福島が、2017年8月からコーナー担当としてレギュラー陣に加わっている。

## 出演者

### 終了時の出演者
メインキャスター（MC）
- 松嶋尚美（2003年3月29日 - 2015年3月28日）
  - 松嶋は2011年12月17日放送分より産休（2011年4-5月も妊娠初期の体調不良により休養）。ますだおかだがメインキャスター代理を務めた2012年3月31日の放送は、ゲスト扱いで出演した。同年4月7日の放送から復帰。2013年4月13日の番組放送冒頭で松嶋がオセロ解散をテレビで生報告したため、自身解散後のレギュラーの1つである[2]。2013年6月15日放送分より第2子出産のため産休。同年10月5日放送より復帰した。
- 柳原可奈子（2012年4月7日 - 2015年3月28日）
- 富岡佳子（2012年4月7日 - 2015年3月28日）
  - 柳原、富岡はメインキャスター就任以前にゲスト出演したことがある。

情報プレゼンター
- 福島暢啓（毎日放送アナウンサー、2012年4月7日 - 2015年3月28日）

ゲストパネラー
- 基本的に2組。松嶋・柳原・富岡の3人体制での1回目となる2012年4月7日放送はゲストパネラーはなし。
  - 2012年3月までは基本的に女性2組、男性（40代以降が多い）1組の組み合わせ。
  - リニューアル後、男性では山田五郎、八代英輝の出演頻度が高かった。
  - TBS・毎日放送系番組出演者、および関西で舞台挨拶を行う映画出演者（主にTBS・毎日放送出資）や公演を行う劇団（WAHAHA本舗など）が、宣伝のためゲスト枠を独占することがあった。
  - 毎年1月第1もしくは第2日曜日の21-22時台に放送される毎日放送制作スペシャルドラマの出演者は、放送前日の本番組の内容[注 2] にもよるが、出演例が多かった。
  - 毎日放送が試合中継に携わっている全国高校ラグビーや選抜高校野球（センバツ）の宣伝を兼ねたハイライト番組出演者の起用は一切行なわなかった。高校ラグビーは、ハイライト番組に吉本興業[注 3] が関係していることが多いため（吉本がノータッチの年でも状況は変わらず）。センバツは、高校ラグビーや夏の甲子園（ABC・テレビ朝日系）と異なり決勝戦の地上波中継が原則関西ローカル（決勝進出校の地元で放送される可能性がある程度）であるため。

ナレーション
- きしめん（「今週のワイドショー 気になるランキング」担当）[注 4]
- かわたそのこ（「知っとこ!サーチ」担当）[注 4][注 5]
- 山本圭子（「世界の朝ごはん」担当、2012年4月7日 - ）
- 小松由佳（「世界の朝ごはん」担当、2012年4月7日 - ）

### 過去の出演者
- 中島知子（オセロ） - 放送当初より松嶋と共同でメインキャスターを担当。2011年4月2日の出演を最後に、その後はインフルエンザのため欠席。4月25日に体調不良のため無期限休養が正式発表される。その後、事務所の申し出により2012年3月いっぱいで降板することとなった[3]。
- よゐこ（有野晋哉・濱口優）（番組初期にロケコーナーを担当）2011年4月からは、主に松嶋のアシスタント役で再登場。
- 松本麻衣子（毎日放送アナウンサー、エンタメコーナーを入社1年目に担当）
- TKO（木本武宏・木下隆行）（「こどものみかた」担当）2011年5月からは、主に松嶋のアシスタント役で再登場。2014年4月12日から9月は木本が「知っとこ! 木本がシラベル!」を隔週担当。
- 岡田圭右（ますだおかだ）2014年4月5日から9月に「知っとこ! 岡田がシラベル!」を隔週担当。
- 竹房敦司（「み・ん・なのチョイス」ナレーション担当）
- なすなかにし（那須昇行・中西茂樹、2010年4月から2011年6月まではいまぶーむ）（「こどものみかた」担当）
- 関岡香（毎日放送アナウンサー、「こどものみかた」「ステキな国産」ナレーション担当）
- 河田直也（毎日放送アナウンサー） - 『ちちんぷいぷい』の企画「60日間ほぼ世界一周」に出発のため2011年7月23日の放送で卒業。帰国後も復帰ならず。
- 高井美紀（毎日放送アナウンサー） - 「こどものみかた」や年末年始の特番でナレーションを担当することもあった。2011年7月30日からは河田の卒業により、全コーナーの進行を担当することになったが、2012年3月31日に卒業。
- 中尾彬（レギュラーパネラー、- 2012年3月31日）
- 桂ざこば（レギュラーパネラー、- 2012年3月31日）
- 島よしのり（「世界の朝ごはん」ナレーション担当、- 2012年3月31日）
- 橋本のりこ（「知っとこ!ザ・ベスト7」「5分で知っとこ!!今週のワイドショー」「おはよう!どうぶつ劇場」「レディーGO!」ナレーション担当〔過去に「知っとこ!一週間」「今週コレ知っとこ!」ナレーションを担当〕、- 2012年3月31日）
- スパイシー八木（「知っとこ!ザ・ベスト7」「5分で知っとこ!!今週のワイドショー」ナレーション担当〔過去に「知っとこ!一週間」ナレーションを担当〕、- 2012年3月31日）
- 藤田勇児（「上半期（下半期）トレンド大予想ザ・ベストテン」ナレーション担当〔過去に「スターの証明」ナレーションを担当〕）

「知っとこ!サーチ」リポーター（週代わり）
- 重盛さと美
- 金子貴俊
- 篠山輝信
- 春香クリスティーン
- 金子昇
- 水沢駿
- ローラ・チャン
- トップリード
- 石塚英彦
- 西村知美
- 敦士
- 小島瑠璃子
- 福田彩乃
- ホラン千秋

## 主なコーナー

### 終了時のコーナー
放送内容により、コーナー休止の場合がある。
今週のワイドショー ぜ〜んぶ知っとこ!
民放各局で放送された話題を曜日ごとに紹介する。
知っとこ!ウイークリー事件簿
１週間の間に起きた様々な事件を紹介する。（ぜ〜んぶ知っとこ!の月・火の後に放送される。）
日本全国○○○○ランキング
テーマに沿ったランキングベスト5を紹介する。
知っとこ!世界の朝ごはん（858頃 - ）
番組後半のメインコーナーで有名人にもファンが多いコーナー。毎週世界の都市へ取材し、その都市の変わった風習や生活を紹介する。最後に紹介する都市に住む、ある夫婦の朝ごはんを紹介。料理を作る時には妻の顔は隠されていて、冷蔵庫の中身チェックも行われる。料理の完成後、このコーナーのナレーションの島よしのり→小松由佳が呼びかけてから、CMを挟んで妻の顔が映り、朝ごはんの紹介が行われる。その後、妻が眠っている夫を起こしに行き、二人の馴れ初めを挟んでから、一緒に朝ごはんを食べる様子が放送され、紹介した朝ごはんの一部がスタジオに登場し、出演者が試食する。なお、新婚夫婦が紹介されることが多く、美人やスタイルのよい妻の場合、なぜか露出度の高い服で料理をしていることが多々ある（ノースリーブ、ショートパンツなど）。最後に夫が妻の料理を褒めてからキスするのがお約束となっている。またこのコーナーでは、島がナレーションを担当していた時には「そんでもって街中をぶーらぶらしてると」がおなじみのセリフだった。2005年ごろから2012年3月までは取材する都市のイケメンも紹介されていた。2008年4月からはハイビジョン撮影となる。2012年4月7日からは、ナレーションが山本圭子（街の様子のパート）と小松（新婚夫婦の朝ごはんのパート）の2人体制に替わった。エンディングの協力クレジットに各国の政府観光局が出てくる。BGMは映画『小さな恋のメロディ』のサウンドトラック盤（ビー・ジーズ）から選曲されている。
2005年12月には、これまで放送された「世界の朝ごはん」の中から一部を収録した書籍『世界のしあわせレシピ 世界の新婚さんが贈るとっておきの家ごはん Cooking』（ソニー・マガジンズ、ISBN 978-4789727341）が発売された。また2009年9月12日から30日までの期間限定でサークルKサンクスと番組との共同開発による弁当「世界のしあわせごはん 世界の新婚家庭10の味」がサークルKサンクス全店舗にて発売された。
ただ、紹介される朝食のメニュー自体が、2、3時間前に準備しないといけない（例：チキンを2時間ヨーグルトで漬けておく。パンを小麦粉から捏ねて作る。牛肉を1時間以上ローストする等）ような、明らかに朝からは手間が掛かる調理をするのが恒例であり、更に料理の品数も「ローストチキン」「フルーツのヨーグルト掛け」「手作りパン」「サラダ」「野菜スープ」など、毎回5品前後とまるでディナーのような朝食が出来る事がある。また新婚という事もあり、夫婦2人しか出演しないのだが、朝に2人で食べきれるような量ではない。これについて笑福亭鶴瓶は、「あれはおかしい。（朝食としては）明らかに作りすぎや!」と、指摘している。
知っとこ!ワールドニュース
世界中の様々なニュースを紹介する。
2008年12月20日放送より、エンディングには全国の週末天気予報を流している。2012年3月31日まではBGMに西村由紀江の「パームトゥリーの下で見る夢は」が使用されていた。

### 過去のコーナー
クイズde知っとこ!1週間
1週間のニュース・話題を集めたVTRを橋本のりこのナレーションで振り返る。
2008年3月1日までは特に注目した話題は「ニュースピックアップ」として取り上げていたが、3月8日から「クイズde知っとこ!1週間」とタイトルを改め、1週間のニュース・話題のVTR映像からクイズを出題しながら振り返る形式となった（不定期で、クイズなしのニュース特集を設置する時もある）。
知っとこ!み・ん・なのチョイス!!（略して「みんチョイ」）
今までの「知っとこ!ニュース1週間」と「エンタメデリシャス」を合体させたコーナー。毎週、街頭インタビューで選ばれた1週間に起こった国内外の話題（事件・事故からスポーツ・芸能まで）のベスト10を紹介、ランキング発表の間には、世界のおもしろ映像や衝撃映像を紹介する「ワールドニュース」を挟む。
以前は全国の話題のスポットを訪ね、そこでの街頭インタビューで選ばれたベスト20（場合によってはベスト15の時もある）を紹介していた（ニュースや話題に関する「街角リサーチ」が中心になる場合もある）。ランキングの間には、「せっかく○○に来たので」と題して、そのスポットの名物や豆知識を伝えていた。
エンタメデリシャス
1週間のエンタメ・スポーツ情報をベストテン方式で紹介するコーナー。ランキングはデータに基づいたものではなく、番組の都合で決めた順位である（たとえば、2008年2月16日では、同月25日放送された、泉ピン子主演の毎日放送制作ドラマ『月曜ゴールデン・おふくろ先生のゆうばり診療日記』の宣伝を1位にしていたほか、当日出演しているゲストの話題を1位にすることも多い）。独占インタビューや生出演が場合もある。
過去には芸能情報を中心に伝える「知っとこ!エンターテイメント」があり、随時に話題の芸能人・ハリウッドスターにインタビューする「エンタメ!pick up」があった。
エンタメプラスワンクリック（2009年5月30日 - 、「エンタメチョイス」から改題、815頃 - ）
「見れば得するエンタメ情報」を合言葉に、「みんチョイ」のランキングに上がらなかったエンタメ関係（主にその日のゲストに関連するもの）の話題とともに、それにまつわる豆知識や流行情報（知っとこ!情報）を紹介する。
TOPニュース・オセロへの質問（クイズ）
1週間のニュースの中から、最も関心があった内容の映像とともに､オセロにそれに関する質問（あるいはクイズ）をする（出題者は河田）。
知っとこ!1週間・今週の顔
1週間のニュース（社会・芸能・スポーツ）の中で､特に注目された人（以前は10人）を「今週の○○さん」という形で紹介。併せてその出来事に関連する豆知識（知っとこ情報）を伝える。中にはゲストに向けてクイズが出題される。また「エンタメデリシャス」時代同様、SP版として独占インタビューや出演者のスタジオ生出演もある。
知っとこ!こどものみかた
主に関西の子供が頑張る姿を描き、番組側も基本的には、手伝うのではなく見守るスタンスを取る。スタジオで本気で泣く出演者も多い。また、2007年9月29日放送では東京在住の子供が参加した。
2006年3月までは河田が担当し、同年4月から2008年9月末まではTKOが木本と木下で交互に担当。同年10月11日放送分からは、なすなかにし（コーナー終了当時はいまぶーむ）が那須と中西で交互に担当した。
ナレーションは通常、先述の関岡が担当しているが、2008年6月14日、2009年10月31日放送分では高井が担当した。
いまぶーむのスケジュールの都合（東京進出など）により2010年6月末で終了したが、復活を望む声も多く挙がっており、2011年12月10日には復活スペシャルが放送された（レギュラー放送時同様TKO、なすなかにしが見守り役で出演）。
2015年1月3日には約3年ぶりの復活スペシャルとして「知っとこ!新春スペシャル　元気全開!こどものチカラ」が放送された（見守り役は木本、つるの剛士、杉浦太陽、金子貴俊。木下はスタジオゲスト）。
スターの証明
スタジオのゲストパネラーの中で映画・舞台の宣伝に出演したゲストに質問などを行う。ゲストが見どころを紹介する。
マチコエ
巷のニュースや最近の流行りモノ･現象について､当事者や街頭でのインタビューを交えて紹介する。かつては街頭インタビューを元に1週間のニュース（社会･芸能･スポーツ）の中で、特に注目された出来事を紹介していた。
ステキな国産（800頃 -）
世界に通用する国産物の制作風景を紹介する｡
今週コレ知っとこ!（835頃 -）
知って得する物や場所、そして人を紹介するコーナー。「ごはん（パン）の友」「職人」「宿」シリーズが好評。
教えて!Qワード・3つのギモン
「知っとこ!1週間」で取り上げた項目の中から、特に重要な事柄について3人の専門家が解説する。
ワールドニュース
海外から届いた最新ニュースを紹介。途中でクイズもある。進行は高井が担当（タイトルコールは、英文学科出身である高井のネイティブな発音が含まれており､それを松嶋やパネラー達がマネをする）。
オープニング映像
JNN系列各局のお天気カメラ映像とともに季節の話題を紹介｡
グルメ特集
　※日本全国・アツアツごはんの友
「今週これ知っとこ」コーナーから独立したコーナー。中尾が作った特製のお茶碗を持って日本各地のごはんに合う食べ物を探して歩く。
　※おいしい喫茶店
街角にある喫茶店の名物メニュー（B級グルメ）を紹介する。
教えて!Qワード・知っとこ!1週間
1週間の事件・政治・スポーツ・エンタメ・海外のニュースや話題を集めたVTRを、橋本のりことスパイシー八木のナレーションで振り返る。海外のニュースに関してはクイズも含まれる（エンタメコーナーは2010年11月6日まで「エン★スポ8」というコーナータイトルだった）。また1週間のスポーツの中から、中尾が特に注目した試合について語る「スポーツこれがいいんだよ」のコーナーもある。時折、芸能人へのインタビューや生出演もある。
本番組のためにコメントを寄せる芸能人は、最初に「ナホミ・知っとこ!・アイラブユー」と言うのが決まりとなっている（そのためか、長澤まさみはそれが番組名だと勘違いしていた。たまに、中尾彬向けとして「アキラ・知っとこ!・アイラブユー」とコメントを寄せる芸能人もいる）。また、2011年1月からは北海道日本ハムファイターズに入団した斎藤佑樹選手の様子を紹介する「今週の佑ちゃん」がスタートした。
エンタメ・スポーツ一番絞り
1週間のエンタテイメントとスポーツの話題を伝える。オセロやパネラーへの2択クイズもある。
イマコレ!（805頃 - ）→知っとこ!ザ・ベスト7（2011年10月 - 2012年3月31日）
注目の物・場所を1つのテーマに沿ってベストテン形式で紹介する。2011年10月からの放送時間短縮に合わせ、紹介件数を10個から7個に縮小した。またVTRを振る時には、「知っとこ!ザ・ベスト7」のコールと同時に、ウルトラセブンがエメリウム光線を発射する時の構えをする（今までは、全国各地の美女にその土地ならではの美人になれる方法を教えてもらう「日本全国美人の素」のコーナや旬のキーワードを紹介する「最旬キーワードフラッシュ」もあった）。
おはよう!どうぶつ劇場（- 2012年3月31日）
かわいい動物の映像を紹介する。 コーナー終盤のBGMで、aiko「ボーイフレンド」の一部をつなぎ合わせて使用している。2012年1月21日放送のヤマアラシの紹介では、嵐「A・RA・SHI」を使用した。
知っとこ!!今週のワイドショー（2011年10月 -）
1週間のニュースを5分間にまとめて紹介する。ゲストに関する話題の時には直接本人にコメントを求めることがある。(2011年12月24日までは「5分で知っとこ」のタイトルになっていた。）2012年2月からはコーナーの時間を拡大している。
レディーGO!（ - 2012年3月31日）
エンタメ・スポーツ界を中心に、さまざまな分野で活躍が期待される女性を紹介。コーナーの最後には未来の自分あてに「夢連絡帳」としてメッセージを書いてもらう。
上半期（下半期）トレンド大予想ザ・ベストテン
半期に一度「イマコレ」と「今週コレ知っとこ!」をつないで放送するスペシャルコーナー。トレンド情報誌の編集者に、上半期（下半期）に流行するものを予想してもらい、それをベストテン方式で紹介する。このコーナーが放送される場合、「知っとこ!こどものみかた」や「スターの証明」（両コーナーは既に終了）、「おはよう!どうぶつ劇場」が休止になる。
今週のワイドショー 気になるランキング（2012年4月7日 -9月29日）
街頭で成人男女100名にアンケートを行い（複数回答可）、街の声を随時織り交ぜながら、1週間のニュースや話題をランキング形式で振り返る。番組で特に注目した話題には、福島またはスタッフが取材し、福島がスタジオで報告する
知っとこ!サーチ（2012年4月7日 - 2014年3月）
毎回1つのテーマについて調査するVTRコーナー。福島の他、重盛・金子・篠山などが週替わりでリポーターを務める。基本的にリポーターはVTRにしか出演しないため、VTRの合間には福島がスタジオで補足情報を紹介する。VTRを放送する前に、松嶋・富岡・柳原が両手の指で望遠鏡の形を作りながら、声を揃えてタイトルを呼ぶことが特徴。ただし2012年6月以降は、リポーターがスタジオに出演し、コーナー進行およびVTRの前振りも担当している。
知っとこ! ○○がシラベル!（2014年4月5日 - 9月）
ますだおかだ岡田かTKO木本が担当する「知っとこ!サーチ」後継のVTRコーナー。
週刊知っとこ!ワケありマガジン（2012年10月6日 - ）
1週間のニュース・話題を紹介しながら、その裏に隠された「ワケ」を究明するコーナー。
Check the カワイイ!（2012年4月7日 -）
毎週テーマに沿った、今欲しい「カワイイ」アイテムを紹介する。柳原が進行を担当。
2012年4月28日放送までは「今週のワイドショー 気になるランキング」の5位以上のトピックスを紹介する前に挿入されていた。6位以下のトピックスにちなんだテーマに沿って、「カワイイ」と感じられそうなグッズなどを紹介するVTRを見て、松嶋・富岡・福島がそのグッズがカワイイかどうかの判定を行い、カワイイと思った場合は柳原の似顔絵が描かれた札（複数紹介された場合には番号の札）を出していた。

## 主なスタッフ

### 最終回時点でのスタッフ
（2014年7月現在）
- 構成：鮫肌文殊、八木晴彦、博多ヒト志、二宮一泰、上室尚子、沢野緑ほか
- TM：永松良仁（毎日放送）
- 美術：内田公幸（毎日放送）、仁部敏博
- AD：尾本賢治（毎日放送）、野中康由（ブリッジ）
- ディレクター：市村雅道・大渕ゆずな（毎日放送）、吉村岳朗（SSSystem）、山下聡（BUSY BEE）、中本圭（ブリッジ）、浅田靖（かえるフィルム、当時はDクラッチ所属していた）、安田周平（MBS企画）、岸本妙子、岸本佳余、佐藤光代
- 素材：西村利也
- 演出：長尾政彦（毎日放送）
- プロデューサー兼チーフ・プロデューサー：越智暁（毎日放送）
- アシスタント・プロデューサー：宗川圭太（毎日放送）
- 知っとこ!1週間取材協力：TBSテレビ、JNN各局（表示なし）
- 協力：フィンランド航空、FINNAIR
- 技術協力：関西東通、アーチェリープロダクション、サウンドエースプロダクション、音選屋、mabu、アルチザン、テクニカルアート、イングス、麻布プラザ、戯音工房、ふなや
- 美術協力：毎日舞台
- スタッフ協力：MBS企画、BUSY BEE、ブリッジ、クラッチ、放送映画製作所、Project DAWN、サイ・ゴン
- 製作著作：毎日放送

### 過去のスタッフ
- キャラクターデザイン・OPアニメ制作 : 伊藤有壱
- チーフプロデューサー：横田一（毎日放送）
- プロデューサー：渥美昌泰（毎日放送）
- 演出：向功・田中将徳（毎日放送）
- AD：狩森康伸[注 8]（ブリッジ）
- リサーチ：近藤一朗（フリー）
- 制作協力：松竹芸能（2012年3月まで）

## 出来事
- 2010年3月27日は、「春だ!キレイになろうSP」として青森テレビ・静岡放送・南日本放送・琉球放送から4人の若手女性アナが登場し。各地の「キレイの素」を紹介した（ナレーションも登場した女性アナウンサーが担当した）。また、和歌山県新宮市の熊野川から絶景の桜の下を通る川下りの様子を八木早希（当時毎日放送アナウンサー）が中継で伝えた。
- 2010年4月3日の放送で､バイオリニストの葉加瀬太郎が生演奏中にシーケンサー（演奏機器）が故障し、演奏が途中で終了するハプニングが起きた。葉加瀬が「What's?」と言って演奏が中断し「え～聞きたい～!」「突然夢から覚めたみたいやな」などと出演者が口にした。数秒後にもう一度葉加瀬が演奏をしたが、やはり同じ所で止まってしまい、生演奏は後日ということになった。前代未聞のハプニングにより出演者やスタッフに緊張が走ったが、中島の冷静な対処と進行により、その後スムーズに番組を進めることができた。
- 2011年3月26日は、「スポーツはスゴイぞSP」としてスポーツの名場面を特集した。
- 2011年9月24日は、「日本全国!自慢の手みやげ」と題して、JNN系列局の女性アナウンサー8人が自慢の手みやげ品を紹介した。
- 2011年3月12日は、前日3月11日に発生した「東日本大震災（東北地方太平洋沖地震）」関連の報道特別番組を放送するため休止した。
- 2011年8月6日は、広島原爆の日関連の特別番組を放送するため、JNN系列局のRCC中国放送のみ9:30 - 11:25に遅れネットとなった。
- 2007年8月25日と9月1日は世界陸上2007大阪の開催期間中で放送時間枠に当たるため、休止となった。
- 2011年8月27日（女子マラソン）と9月3日（男子50km競歩）は世界陸上韓国テグの開催期間中で放送時間枠に当たるため、休止となった。
- 2011年10月1日から、出演者のネームテロップ・サイドテロップが一新。
- 2012年3月をもって、松嶋以外の出演者が降板。新しい司会者に富岡佳子・柳原可奈子を迎える。また、番組内容も大幅リニューアルをおこない、松嶋と同じ「子育て世代」をターゲットにした内容になった。
- 2012年12月29日は7:30-9:25に放送時間を拡大。なお、放送時間が120分になるのは2011年10月以来1年2か月ぶりとなった。なお松嶋は体調不良のため欠席した（その後、松嶋が2人目の子供を妊娠したことが発覚し、2013年1月26日の番組冒頭で松嶋が生報告した）。
- 2013年1月5日にも7:30-9:25に放送時間を拡大。「東京～鎌倉 1泊2日プチ贅沢ツアー」と題し、番組としては初めて全編ロケ、そして字幕放送を行った。
- 2013年3月9日は、柳原が番組を欠席。番組冒頭で6日に父が他界した為であることを松嶋が説明した[4]。
- 2013年4月13日は、前述の通り松嶋がオセロ解散を番組冒頭で生報告した。
- 2013年6月1日には松嶋が第2子妊娠により当日の生放送を以って産休入り。6月8日は｢ニッポン大好き外国人SP」と題し、松嶋も参加し事前に収録したものを放送。ちなみに8日放送分に出演した福澤朗は、翌週から2週にわたって裏番組『ウェークアップ!ぷらす』にてゲストキャスターを務めたため[注 9]、同じ時間帯の違う系列局の番組に連続して出演する珍事に。
- 2013年7月13日は、柳原が体調不良で欠席。代役を立てず、富岡と福島の2人が進行。

### オセロの休養
- 2007年2月ごろに松嶋が欠席し、中島が一人で進行した。
- 2011年4月9日・16日・23日は中島がインフルエンザのために欠席し、松嶋が一人で進行となった。

しかし、その後も中島は復帰せず、4月25日に所属事務所から中島が体調不良のため無期限休養することが発表された ため、当初はしばらく松嶋が中島の代わりに司会を行うとの事であった。その後、松嶋も第一子妊娠により、体調が安定する5月27日まで休養することが発表された ため、双方とも欠席となった。その間はオセロと同じ松竹芸能所属のよゐこ、ますだおかだ、TKOが司会を担当した。
- 2011年5月28日には松嶋が1か月ぶりに復帰。番組冒頭で「予定日は12月28日ですが、もしかしたら来年かも」「妊娠してタバコやめて、肌が白くなりました」「相方（の中島）は元気になったらすぐ戻ってくるので、しばらくお待ち下さい」などと報告した。6月からはよゐこ、ますだおかだ、TKOのうち1名が中島の代理を務めるようになり、その分ゲストパネラーの男性枠が女性に振り替えられている。なおゲストパネラーに別の松竹芸能所属タレントが含まれる場合（5月28日・まえだまえだ、8月6日・堀ちえみ）は、松嶋が一人で進行する。翌週8月13日 - 9月24日放送分も男性アシスタントを置かず松嶋一人で進行していた（8月6日放送の冒頭で、スタッフから松嶋に「今日から一人で（司会を）やってみろ」と言われた旨を発言した）が、10月1日から松嶋の妊娠が進んだこともあり再び男性アシスタントを置くようになった。
- 2011年11月26日の生放送を以って松嶋が産休入り[7]。12月3日と10日は事前に収録したものを放送。翌年3月31日より松嶋が復帰した。

### オセロ休養期間の代理司会
よゐこ
2011年4月30日、5月7日、12月24日、2012年1月21日、2月4日、3月3日、3月17日
ますだおかだ
2011年4月23日、5月14日、12月17日、2012年1月7日、1月28日、2月18日、3月10日、3月31日
TKO
2011年5月21日、2012年1月14日、2月11日、2月25日、3月24日

### 松嶋一時復帰～産休までのアシスタント
よゐこ・有野晋哉
2011年7月9日、10月29日
よゐこ・濱口優
2011年6月11日、10月1日、11月12日、12月10日
ますだおかだ・増田英彦
2011年6月25日、7月23日、11月26日
ますだおかだ・岡田圭右
2011年6月18日、7月30日、10月15日、11月5日、12月3日
TKO・木下隆行
2011年7月2日、10月22日
TKO・木本武宏
2011年6月4日、7月16日、10月8日、11月19日

## ネット局と放送時間
| 放送対象地域   | 放送局                    | 系列    | 放送時間（JST）        | 備考・脚注 |
| -------------- | ------------------------- | ------- | ---------------------- | ---------- |
| 近畿広域圏     | 毎日放送（MBS）           | TBS系列 | 土曜 8時00分 - 9時25分 | 【制作局】 |
| 北海道         | 北海道放送（HBC）         | TBS系列 | 土曜 8時00分 - 9時25分 | -          |
| 青森県         | 青森テレビ（ATV）         | TBS系列 | 土曜 8時00分 - 9時25分 | -          |
| 岩手県         | IBC岩手放送（IBC）        | TBS系列 | 土曜 8時00分 - 9時25分 | -          |
| 宮城県         | 東北放送（TBC）           | TBS系列 | 土曜 8時00分 - 9時25分 | -          |
| 山形県         | テレビユー山形（TUY）     | TBS系列 | 土曜 8時00分 - 9時25分 | -          |
| 福島県         | テレビユー福島（TUF）     | TBS系列 | 土曜 8時00分 - 9時25分 | -          |
| 関東広域圏     | TBSテレビ（TBS）          | TBS系列 | 土曜 8時00分 - 9時25分 | -          |
| 山梨県         | テレビ山梨（UTY）         | TBS系列 | 土曜 8時00分 - 9時25分 | -          |
| 新潟県         | 新潟放送（BSN）           | TBS系列 | 土曜 8時00分 - 9時25分 | -          |
| 長野県         | 信越放送（SBC）           | TBS系列 | 土曜 8時00分 - 9時25分 | -          |
| 静岡県         | 静岡放送（SBS）           | TBS系列 | 土曜 8時00分 - 9時25分 | -          |
| 富山県         | チューリップテレビ（TUT） | TBS系列 | 土曜 8時00分 - 9時25分 | -          |
| 石川県         | 北陸放送（MRO）           | TBS系列 | 土曜 8時00分 - 9時25分 | -          |
| 中京広域圏     | CBCテレビ（CBC）          | TBS系列 | 土曜 8時00分 - 9時25分 | -          |
| 鳥取県・島根県 | 山陰放送（BSS）           | TBS系列 | 土曜 8時00分 - 9時25分 | -          |
| 岡山県・香川県 | 山陽放送（RSK）           | TBS系列 | 土曜 8時00分 - 9時25分 | -          |
| 広島県         | 中国放送（RCC）           | TBS系列 | 土曜 8時00分 - 9時25分 | -          |
| 山口県         | テレビ山口（tys）         | TBS系列 | 土曜 8時00分 - 9時25分 | -          |
| 愛媛県         | あいテレビ（ITV）         | TBS系列 | 土曜 8時00分 - 9時25分 | -          |
| 高知県         | テレビ高知（KUTV）        | TBS系列 | 土曜 8時00分 - 9時25分 | -          |
| 福岡県         | RKB毎日放送（RKB）        | TBS系列 | 土曜 8時00分 - 9時25分 | -          |
| 長崎県         | 長崎放送（NBC）           | TBS系列 | 土曜 8時00分 - 9時25分 | -          |
| 熊本県         | 熊本放送（RKK）           | TBS系列 | 土曜 8時00分 - 9時25分 | -          |
| 大分県         | 大分放送（OBS）           | TBS系列 | 土曜 8時00分 - 9時25分 | -          |
| 宮崎県         | 宮崎放送（MRT）           | TBS系列 | 土曜 8時00分 - 9時25分 | -          |
| 鹿児島県       | 南日本放送（MBC）         | TBS系列 | 土曜 8時00分 - 9時25分 | -          |
| 沖縄県         | 琉球放送（RBC）           | TBS系列 | 土曜 8時00分 - 9時25分 | -          |